# Xã Benzonia, Michigan
Xã Benzonia (tiếng Anh: Benzonia Township) là một xã thuộc quận Benzie, tiểu bang Michigan, Hoa Kỳ. Năm 2010, dân số của xã này là 2.727 người.